# Ostoja Gorczańska
Ostoja Gorczańska (PLH120018) – projektowany specjalny obszar ochrony siedlisk, aktualnie obszar mający znaczenie dla Wspólnoty obejmujący pasmo Gorców oraz pasmo Mogielicy, o powierzchni 17 997,89 ha. Znajduje się w województwie małopolskim na terenie powiatów nowotarskiego i limanowskiego.
Prawie całą powierzchnię „Ostoi Gorczańskiej” zajmują dwie wielkoobszarowe formy ochrony przyrody: Gorczański Park Narodowy (38,89%) i Południowomałopolski Obszar Chronionego Krajobrazu (58,11%). Niewielki fragment na północno-wschodnim krańcu obszaru jest ponadto objęty ochroną w formie rezerwatu przyrody Mogielica (większość jego powierzchni leży już poza granicą obszaru).

## Typy siedlisk przyrodniczych
W obszarze podlegają ochronie następujące typy siedlisk z załącznika I dyrektywy siedliskowej:
- żyzna buczyna karpacka (Dentario glandulosae-Fagetum) – ok. 45% obszaru
- górski bór świerkowy (Plagiothecio-Piceetum) – ok. 35% obszaru
- kwaśna buczyna górska (Luzulo luzuloidis-Fagetum)
- kamieńce
- murawy bliźniczkowe ze związku Nardion
- ziołorośla
- łąki świeże
- łąki konietlicowe
- torfowiska wysokie
- torfowiska przejściowe
- torfowiska zasadowe
- źródliska wapienne
- zbiorowiska szczelin skalnych ze związku Androsacion vandellii
- jaskinie nieudostępnione do zwiedzania
- bory bagienne
- łęgi[1].

## Fauna i flora
Występują tu następujące gatunki z załącznika II:
- podkowiec mały (Rhinolophus hipposideros)
- nocek duży (Myotis myotis)
- wilk (Canis lupus)
- niedźwiedź brunatny (Ursus arctos)
- wydra (Lutra lutra)
- ryś (Lynx lynx)
- traszka grzebieniasta (Triturus cristatus)
- traszka karpacka (Lissotriton montandoni)
- kumak górski (Bombina variegata)
- poczwarówka zwężona (Vertigo angustior)
- zalotka większa (Leucorrhinia pectoralis)
- biegacz gruzełkowaty (Carabus variolosus)
- bezlist okrywowy (Buxbaumia viridis)[1].

Dodatkowo, występują tu liczne gatunki roślin objętych ochroną gatunkową lub zagrożonych, m.in.:
- podejźrzon lancetowaty (Botrychium lanceolatum)
- podejźrzon marunowy (Botrychium matricariifolium)
- turzyca skąpokwiatowa (Carex pauciflora)
- ozorka zielona (Dactylorhiza viridis)
- zarzyczka górska (Cortusa matthioli)
- widlicz alpejski (Diphasiastrum alpinum)
- widlicz Isslera (Diphasiastrum issleri)
- widlicz Zeillera (Diphasiastrum zeilleri)
- omieg górski (Doronicum austriacum)
- kruszczyk błotny (Epipactis palustris)
- storzan bezlistny (Epipogium aphyllum)
- wyblin jednolistny (Malaxis monophyllos)
- gnidosz rozesłany (Pedicularis sylvatica)
- podkolan biały (Platanthera bifolia)
- gołek białawy (Pseudorchis albida)
- skalnica gronkowa (Saxifraga paniculata)[1].